# Deltorhinum vazdemelloi
Deltorhinum vazdemelloi là một loài bọ cánh cứng trong họ Bọ hung (Scarabaeidae).